# St. Jakob-Stadion
St. Jakob-Stadion (Joggeli) – nieistniejący już stadion piłkarski w Bazylei, w Szwajcarii. Istniał w latach 1954–1998. Swoje spotkania rozgrywali na nim piłkarze klubu FC Concordia, a od 1967 roku również FC Basel; grywała na nim także reprezentacja Szwajcarii. Obiekt był jedną z aren piłkarskich Mistrzostw Świata 1954, rozegrano na nim również cztery finały Pucharu Zdobywców Pucharów. W latach 1998–2001 w jego miejscu wybudowano nowy stadion, St. Jakob-Park.
Budowę obiektu rozpoczęto już przed II wojną światową, lecz prace nie zostały ukończone. Impulsem do dokończenia inwestycji były piłkarskie Mistrzostwa Świata 1954, których Szwajcaria była gospodarzem. Budowę ukończono w latach 1953–1954, a na otwarcie 25 kwietnia 1954 roku rozegrano mecz towarzyski pomiędzy Szwajcarią i Niemcami (3:5). W trakcie Mistrzostw Świata stadion gościł cztery spotkania fazy grupowej, jeden ćwierćfinał oraz jeden półfinał turnieju. Na stadionie pierwotnie swoje spotkania rozgrywali piłkarze klubu FC Concordia. FC Basel niedługo przed otwarciem St. Jakob-Stadion (zwany potocznie Joggeli) zmodernizował swój obiekt, stadion Landhof i na Joggeli przeniósł się dopiero po zdobyciu drugiego tytułu mistrza kraju, w 1967 roku. Obiekt był częstym miejscem spotkań reprezentacji Szwajcarii, która rozegrała na nim łącznie 36 oficjalnych meczów międzypaństwowych. Rozegrano tutaj również cztery finały Pucharu Zdobywców Pucharów (w latach 1969, 1975, 1979 i 1984). Stadion początkowo mógł pomieścić 51 500 widzów, później pojemność ta wzrosła jeszcze do 60 000, a w latach 90. została zredukowana do 36 800. W latach 90. podjęto decyzję o budowie w miejscu starego obiektu nowej areny. Ostatni mecz na St. Jakob-Stadion rozegrano 13 grudnia 1998 roku, następnie obiekt został rozebrany a w jego miejscu wybudowano nowy stadion piłkarski, St. Jakob-Park. Jego inauguracja odbyła się 15 marca 2001 roku. W trakcie budowy FC Basel tymczasowo występował na stadionie Schützenmatte.